# صالح المغامسي
صالح بن عواد بن صالح المغامسي الحربي (17 نوفمبر 1963 / 1 رجب 1383 هـ) داعية إسلامي وباحث شرعي سعودي، وكان إمام وخطيب مسجد قباء سابقًا بالمدينة المنورة، أول مسجد بني في الإسلام.

## مولده ونشأته
ولد بقرية خيف الحزامي بوادي الصفراء في محافظة بدر غرب المدينة المنورة، ثم انتقل إلى المدينة في حي باب الكومة ثم انتقل إلى أرض الكردي ومن هنا كانت بدايته فقد أمّ المصلين في جامع السلام لأول مرة في حياته وبقي إمامًا لها لعشرين عاما وهو عضو هيئة التدريس بكلية التربية بجامعة طيبة، وإمام وخطيب مسجد قباء سابقًا، وأمين لجنة الأئمة بالمدينة النبوية، ومدير عام مركز بحوث ودراسات المدينة المنورة سابقاً، ومُفسر وعالم وأديب. يُكنّى بأبي هاشم؛ نسبة لابنه الأكبر.

## حياته العلمية وأبرز مشايخه
يقول الشيخ صالح المغامسي: 

## دروسه ومحاضراته
له درس أسبوعي في التفسير بمسجد قباء بالمدينة النبوية تولت تسجيلات الفالحين إخراجه بعنوان: تأملات قرآنية (صدر منه خمسة ألبومات).

## البرامج الفضائية
- برنامج في التفسير تم عرضه على قناة المجد العلمية بعنوان (محاسن التأويل).
- برنامج (القطوف الدانية) تم عرضه على قناة المجد العامة.
- برنامج (مجمع البحرين) تم عرضه على قناة المجد العلمية.
- برنامج (لطائف المعارف).
- برنامج (الدر المنثور).
- برنامج (المقام الأمين) تم عرضه على تلفزيون قطر.
- برنامج (الصادق المصدوق).
- برنامج (هو الله) تم عرضه على قناة صفا الفضائية.
- برنامج (النيرات).
- برنامج (أهل البقيع).
- برنامج (نورعلى نور).
- برنامج (السائحون).
- برنامج (معين الأنبياء).
- برنامج (تأملات قرآنية) تم عرضه على تلفزيون قطر.
- برنامج (المدائح النبوية) تم عرضه على قناة اقرأ الفضائية.
- برنامج (نضرة النعيم) تم عرضه على قناة فور شباب.
- برنامج (مع القرآن) يُعرض على قناة السعودية في شهر رمضان من كل عام قبل صلاة المغرب بتوقيت مكة المكرمة.
- برنامج (روح المعاني) تم عرضه على تلفزيون دبي.
- برنامج (العرجون القديم) تم عرضه على قناة اقرأ الفضائية.
- برنامج (تاريخ الفقه الإسلامي) تم عرضه على قناة اقرأ الفضائية.
- برنامج (الحج في القرآن) تم عرضه على قناة السعودية خلال موسم الحج.
- برنامج (ونمارق مصفوفة) تم عرضه علة قناة اقرأ الفضائية.
- برنامج (زاد الصائمين) تم عرضه على قناة الشروق الجزائرية.
- برنامج (من كل الثمرات) تم عرضه على قناة اقرأ الفضائية.
- برنامج (مشارق الأنوار) تم عرضه على قناة اقرأ الفضائية.
- برنامج (الكلمة الطيبة) تم عرضه على تلفزيون الكويت.
- برنامج (الباقيات الصالحات) تم عرضه على تلفزيون دبي.
- برنامج (دار السلام) تم عرضه على تلفزيون دبي.
- برنامج (الأبواب المتفرقة) برنامج مباشر يُعرض على قناة إم بي سي 1 كل سبت الساعة 4 عصرًا بتوقيت مكة المكرمة.
- برنامج (منابر النور) تم عرضه على قناة إم بي سي 1.
- برنامج (ديوان العرب) عُرض في شهر رمضان عام 2023 على قناة اقرأ.[4]

إضافة إلى العديد من البرنامج المختلفة.

## المناصب والوظائف
- 1992: مشرف تربوي في قسم اللغة العربية بإدارة تعليم المدينة المنورة.
- 1995: عضو هيئة التوعية الإسلامية في الحج.
- 2001: خطيب جامع الملك عبد العزيز بالمدينة المنورة.
- 2002: عضو هيئة التدريس بقسم اللغة العربية بكلية المعلمين بالمدينة المنورة.
- 2005: عضو لجنة التحكيم في الهيئة العالمية للإعجاز العلمي في القرآن والسنة.
- 2008: اعتمد كمفتي رسمي في القناة السعودية.
- 2008: عُيّن مديراً لمركز بحوث ودراسات المدينة المنورة بقرار من أمير منطقة المدينة المنورة.
- 2009: كُلف محاضرًا في المعهد العالي للأئمة والخطباء بجامعة طيبة الفترة المسائية بالإضافة إلى عمله صباحًا كمدير لمركز البحوث والدراسات.
- 2018: مديرًا لمركز البيان لتدبر معاني معاني القرآن الكريم وحتى تاريخه.
- 2019: أستاذًا للثقافة الإسلامية بجامعة الأمير مقرن بن عبد العزيز وحتى تاريخه.
- مشاركات علمية متعددة في العديد من الدول الخليجية والعربية ومشاركة في دروس علمية في كثير من القنوات الفضائية.[5]

## دروسه الصوتية
- سلسلة محاسن التأويل.
- التعليق على الدرة المضيئة في السيرة النبوية للمقدسي.
- شرح كتاب الرقاق من صحيح البخاري.
- أشراط الساعة الكبرى - المغامسي.
- شرح المدائح النبوية.
- بريق المواعظ المنبرية.
- الأيام النضرة في السيرة العطرة.
- القطوف الدانية.
- معالم بيانية في آيات قرآنية.
- آيات الحج في القرآن الكريم.
- أعلام القرآن.
- لطائف المعارف.
- برنامج مع القرآن (عشرة أجزاء).
- روح المعاني.

## إعفاؤه من إمامة قباء
في يوم 28 مارس عام 2020 أُعلن عن إعفاء صالح المغامسي من إمامة وخطابة مسجد قباء ، وذلك بعد تغريدة نشرها، ذكر فيها طلبه من الحكومة أن تعفو عن مساجين الحق العام، وكان مقصده حث الحكومة على أعمال الخير لدفع بلاء جائحة كورونا، إذ قال: 
 ثم حذف المغامسي تغريدته، لأنها برأيه قد اُستغلت للإساءة إلى السعودية.

## وصلات خارجية
- موقع الشيخ صالح المغامسي (الراسخون في العلم).
- صفحة صالح المغامسي في إذاعة طريق الإسلام (تحتوي هذه الصفحة على الكثير من محاضراته التي يمكن تحميلها).
- صفحة صالح المغامسي في صيد الفوائد (تحتوي هذه الصفحة على الكثير من المحاضرات المفرغة في ملفات نصية يمكن قرائتها).